# Bastos Tigre
Manuel Bastos Tigre (Recife, 12 de março de 1882 — Rio de Janeiro, 2 de agosto de 1957) foi um bibliotecário, jornalista, poeta, compositor, humorista e destacado publicitário brasileiro.

## Biografia
Estudou no Colégio Diocesano de Olinda, onde compôs os primeiros versos e criou o jornalzinho humorístico O Vigia. Diplomou-se pela Escola Politécnica, em 1906. Trabalhou como engenheiro da General Electric e depois foi ajudante de geólogo nas Obras Contra as Secas, no Ceará. 
Foi homem de múltiplos talentos, pois foi jornalista, poeta, compositor, teatrólogo, humorista, publicitário, além de engenheiro e bibliotecário. E em todas as áreas obteve sucesso, especialmente como publicitário. "É dele, por exemplo, o slogan da Bayer que correu o mundo, garantindo a qualidade dos produtos daquela empresa: "Se é Bayer é bom". Foi ele ainda quem fez a letra para Ary Barroso musicar e Orlando Silva cantar, em 1934, o "Chopp em Garrafa", inspirado no produto que a Brahma passou a engarrafar naquele ano, e veio a constituir-se no primeiro jingle publicitário, entre nós." (As vidas..., p. 16).>
Prestou concurso para Bibliotecário do Museu Nacional (1915) com tese sobre a Classificação Decimal. Mais tarde, transferiu-se para a Biblioteca Central da Universidade do Brasil, onde serviu por mais de 20 anos. 
Exerceu a profissão de bibliotecário por 40 anos, é considerado o primeiro bibliotecário por concurso, no Brasil.
No dia 12 de março é comemorado o Dia do Bibliotecário, que foi instituído em sua homenagem.

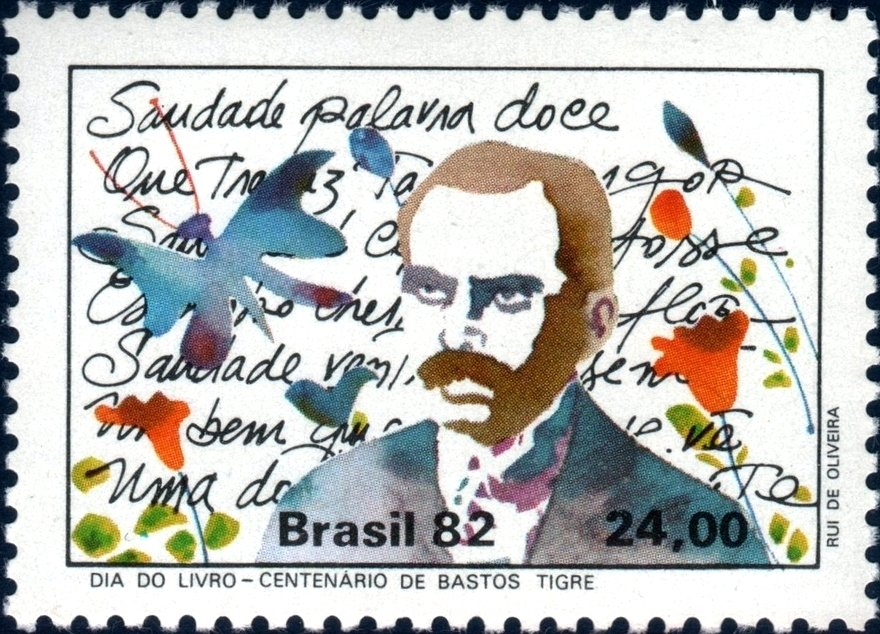
Homenagem em selo postal de 1982.

Em 1936 foi dos que se apresentaram candidato à cadeira 6 da Academia Brasileira de Letras, para suceder a vaga de Goulart de Andrade; mas não foi eleito, o escolhido para a vaga foi o jornalista Barbosa Lima Sobrinho.

## Poesias
O FILHO PRÓDIGO

Manuel Bastos Tigre 
Foi na extrema hora da partida,
Pediu-me a bênção,
Abençoei dizendo:
“Segue, meu filho, vai por esta vida,
vai pelo mundo que tu achas lindo.
Pela áurea estrada esplêndida
E florida da tua exuberante mocidade.”
Ele saiu dali, partiu sorrindo
E eu, um beijo último, atirei-lhe
envolto em uma lágrima de saudade.
Partiu sorrindo pela estrada a fora,
a rir feliz como um aventureiro.
Tendo na fronte as irradiações da aurora
E os sonhos triunfais do mundo inteiro.
“Anda! Sê forte!
Evita os mil perigos.
Pela gratidão jamais esperes.
Não creia na lisonja dos amigos.
Não confie no sorriso das mulheres.”
Ele saiu dali, partiu sorrindo,
Tendo na fronte o albor dos rosicleres.
Anos volveram.
Perpassaram-se dias.
As minhas pobres barbas branqueceram-se
E nem uma palavra alentadora daquele pobre filho que se fora.
Até que por manhã de claro estio,
pelo claro da lisa e larga estrada,
surge um mendigo, receoso e esguio,
com os pés em sangue e a roupa lacerada.
Caminha devagar e lento e lento...
Vem, pouco a pouco, se arrastando a porta.
Triste nênia de luto entoa o vento e a própria natureza é quase morta.
Vem mais se aproximando o forasteiro
já quase frente a frente, rosto a rosto.
Quem será esse moço assaz trigueiro que encarna a própria imagem do desgosto?
E o mendigo com voz entrecortada,
olhando para trás, olhando a estrada,
que ficava dali meio distante,
num gesto contristado e claudicante
vai dizendo entre lágrimas banhado.
“Eu sou aquele miserável moço,
de olhar radiante e de sonhar tão lindo.
Que, há dez anos, daqui partiu sonhando,
que, há dez anos, daqui partiu sorrindo.
Pai! Eu sou aquele filho miserando.
Que um dia, se partiu daqui sorrindo,
agora, volta como vês: chorando.”

## Obras publicadas
- Saguão da Posteridade. Rio de Janeiro: Tipografia Altina, 1902.
- Versos Perversos. Rio de Janeiro, Livraria Cruz Coutinho, 1905.
- O Maxixe. Rio de Janeiro : Tipografia Rabelo Braga, 1906.
- Moinhos de Vento. Rio de Janeiro : J. Silva, 1913.
- O Rapadura. Rio de Janeiro : Oficina do Teatro e Esporte, 1915.
- Grão de Bico. Rio de Janeiro : Turnauer & Machado, 1915.
- Bolhas de Sabão. Rio de Janeiro : Leite Ribeiro e Maurillo, 1919.
- Arlequim. Rio de Janeiro : Tipografia Fluminense, 1922.
- Fonte da Carioca. Rio de Janeiro : Grande Livraria Leite Ribeiro, 1922.
- Ver e Amar. Rio de Janeiro : Tipografia Coelho, 1922.
- Penso, logo... eis isto. Rio de Janeiro: Tipografia Coelho, 1923.
- A Ceia dos Coronéis. Rio de Janeiro : Tipografia Coelho, 1924.
- Meu bebê. Rio de Janeiro : P. Assniann, 1924.
- Poemas da Primeira Infância. Rio de Janeiro : Tipografia Coelho, 1925.
- Brinquedos de Natal. Rio de Janeiro : L. Ribeiro, 1925.
- Chantez Clair. Rio de Janeiro : L. Ribeiro, 1926.
- Zig-Zag. Rio de Janeiro, 1926.
- Carnaval: poemas em louvor ao Momo. Rio de Janeiro, 1932.
- Poesias Humorísticas. Rio de Janeiro : Flores & Mário, 1933.
- Entardecer. Rio de Janeiro, 1935.
- As Parábolas de Cristo. Rio de Janeiro : Borsoi, 1937.
- Getúlio Vargas. Rio de Janeiro : Imprensa Nacional, 1937.
- Uma Coisa e Outra. Rio de Janeiro : Borsoi, 1937.
- Li-Vi-Ouvi. Rio de Janeiro : J. Olympio, 1938.
- Senhorita Vitamina. Rio de Janeiro : Sociedade Brasileira de Autores Teatrais, 1942.
- Recitália. Rio de Janeiro : H. B. Tigre, 1943.
- Martins Fontes. Santos : Sociedade dos Amigos de Martins Fontes, 1943.
- Aconteceu ou Podia ter Acontecido. Rio de Janeiro : A Noite, 1944.
- Cancionário. Rio de Janeiro : A Noite, 1946.
- Conceitos e Preceitos. Rio de Janeiro : A Noite, 1946.
- Musa Gaiata. São Paulo : O Papel, 1949.
- Sol de Inverno. Rio de Janeiro, 1955.